# Frontera entre Colombia y Venezuela
La frontera entre Colombia y Venezuela es un límite internacional continuo de 2219 kilómetros que separa a los territorios de ambos países, con un total de 603 hitos que demarcan la línea divisoria. Es la frontera más larga que ambas naciones poseen con alguna otra.
La frontera, al menos en su parte terrestre, fue fundamentalmente demarcada por medio de dos tratados: el Laudo Arbitral Español de la Reina María Cristina de 1891 y el Tratado de Límites y de Navegación Fluvial de 1941. Sin embargo aún persiste el conflicto por la definición de la frontera en el golfo de Venezuela, lo que hace que se resientan las relaciones diplomáticas entre ambos países.

## Historia
El intento de definir las fronteras de Colombia y Venezuela se remonta a la época en la cual ambas naciones eran colonias de España. Al ser separada la Capitanía General de Venezuela del Virreinato de la Nueva Granada por medio de la real cédula del 8 de septiembre de 1777, la definición de sus linderos se hizo de forma imprecisa, tan solo asignando a una u otra las diferentes provincias que las componían.
Este hecho, sumado al descubrimiento de perlas en las costas de la provincia de Riohacha, llevó a varias disputas entre Venezuela y la Nueva Granada por la pertenencia de dicha provincia. Para dirimir tal cuestión se redactó la real cédula del 13 de agosto de 1790 en la cual se ordenó segregar de la provincia de Riohacha el establecimiento de Sinamaica y agregarlo a la provincia de Maracaibo en la Capitanía General de Venezuela. El 1 de agosto de 1792 se llevó a cabo la transferencia de dicho territorio.
Una segunda tentativa de demarcar los linderos internacionales se remite a la fragmentación de la Gran Colombia, que incluía la actual Venezuela, Colombia, Ecuador y Panamá. En 1829, Venezuela se separó, ejemplo seguido por Ecuador en 1830. Las provincias restantes formaron la República de la Nueva Granada.
Luego de dicha ruptura y durante gran parte del siglo XIX, Colombia en cada una de sus constituciones definía sus límites como los mismos que en el año de 1810 dividían el territorio del Virreinato de Nueva Granada del de las Capitanías generales de Venezuela y Guatemala, y del de las posesiones portuguesas del Brasil. Por su parte Venezuela también promulgaba en sus constituciones el mismo principio, pero usado desde una perspectiva diferente, debido, en parte, a la poca información de los linderos entre las naciones.
A través de la aplicación de este principio (llamado Uti possidetis iure), Colombia determinaba su frontera con Venezuela de la siguiente manera:

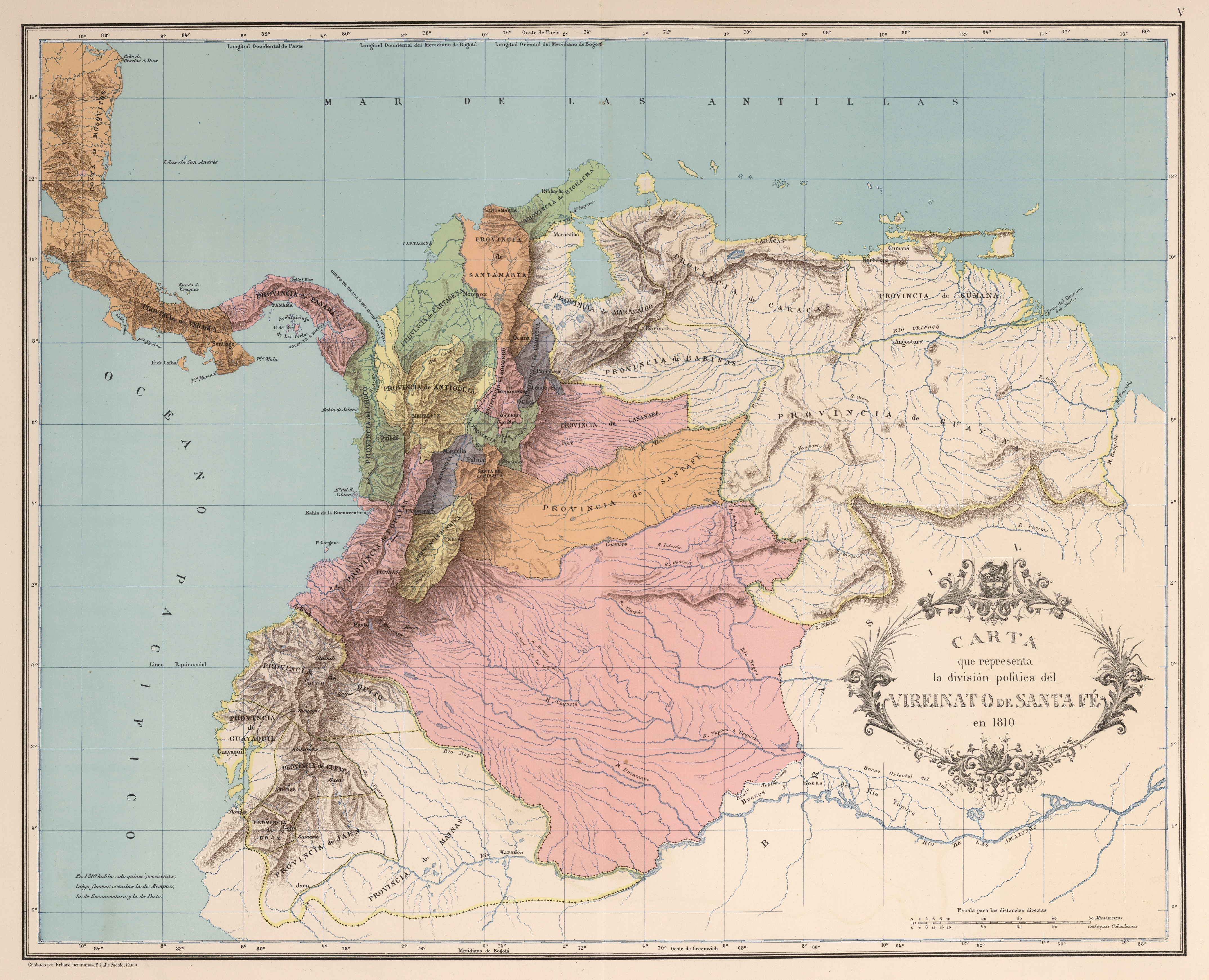
Virreinato de la Nueva Granada en 1810.

«Límites particulares entre Colombia y Venezuela»

Desde el cerro Cupí, línea recta cortando el brazo Maturaca, hasta la piedra del Cocuy en el río Negro; por este río, aguas arriba, hasta la boca del brazo Casiquiari; éste abajo hasta su entrada en el Orinoco; por este río siguiendo su curso hasta la confluencia del Meta; por este río, aguas arriba, hasta el antiguo Apostadero. De aquí línea recta al Norte, orillando por el Occidente la laguna del Término, hasta dar con el río Arauca en el Paso del Viento, punto que queda en un mismo meridiano con el antiguo Apostadero; por el río Arauca, aguas arriba, hasta la parte occidental de la gran laguna o desparramadero del Sarare. En seguida va la línea directamente al Norte hasta encontrar el río Nula y por éste hasta sus cabeceras en un ramal de la cordillera oriental de los Andes. Por las cumbres vertientes de esta cordillera hasta el Páramo de Tamá. De aquí hacia el Norte siguiendo las aguas del río Táchira hasta su confluencia con el Pamplonita; por el curso de esos dos ríos unidos hasta la boca de la quebrada Don Pedro. Por el cauce de esta quebrada arriba hasta su nacimiento; de aquí hacia el Norte por las cumbres de la serranía hasta encontrar las cabeceras de la quebraba China, y por su curso hasta su desembocadura en el río Guarumito; este río, aguas abajo, hasta su confluencia con el de la Grita, y por éste hasta el Zulia. De este punto hacia el Noroeste atraviesa la frontera un territorio desierto pasando por la unión de los ríos Tarra y Sardinata hasta encontrar la desembocadura del río Oro en el Catacumbo; por el cauce de aquél hasta sus cabeceras occidentales en la sierra de Motilones. Por las cumbres de esta sierra y por las de la sierra de Perijá hasta las cabeceras del río Socui; por el curso de este río hasta su confluencia con el Guazare, que unidos forman el río Limón; por este río, aguas abajo, hasta su desembocadura en la laguna de Sinamaica; por el borde oriental de esta laguna hasta encontrar la del Grande Eneal, y de aquí línea recta a la boca del caño Paijana en la ensenada de Calabozo.

Por su parte, por aquella época Venezuela determinaba que sus linderos con la Nueva Granada de la siguiente forma, tal como lo recogió Agustín Codazzi en su Resumen de la Geografía de la República de Venezuela, publicado en 1840:

«Límites de Venezuela en 1810»

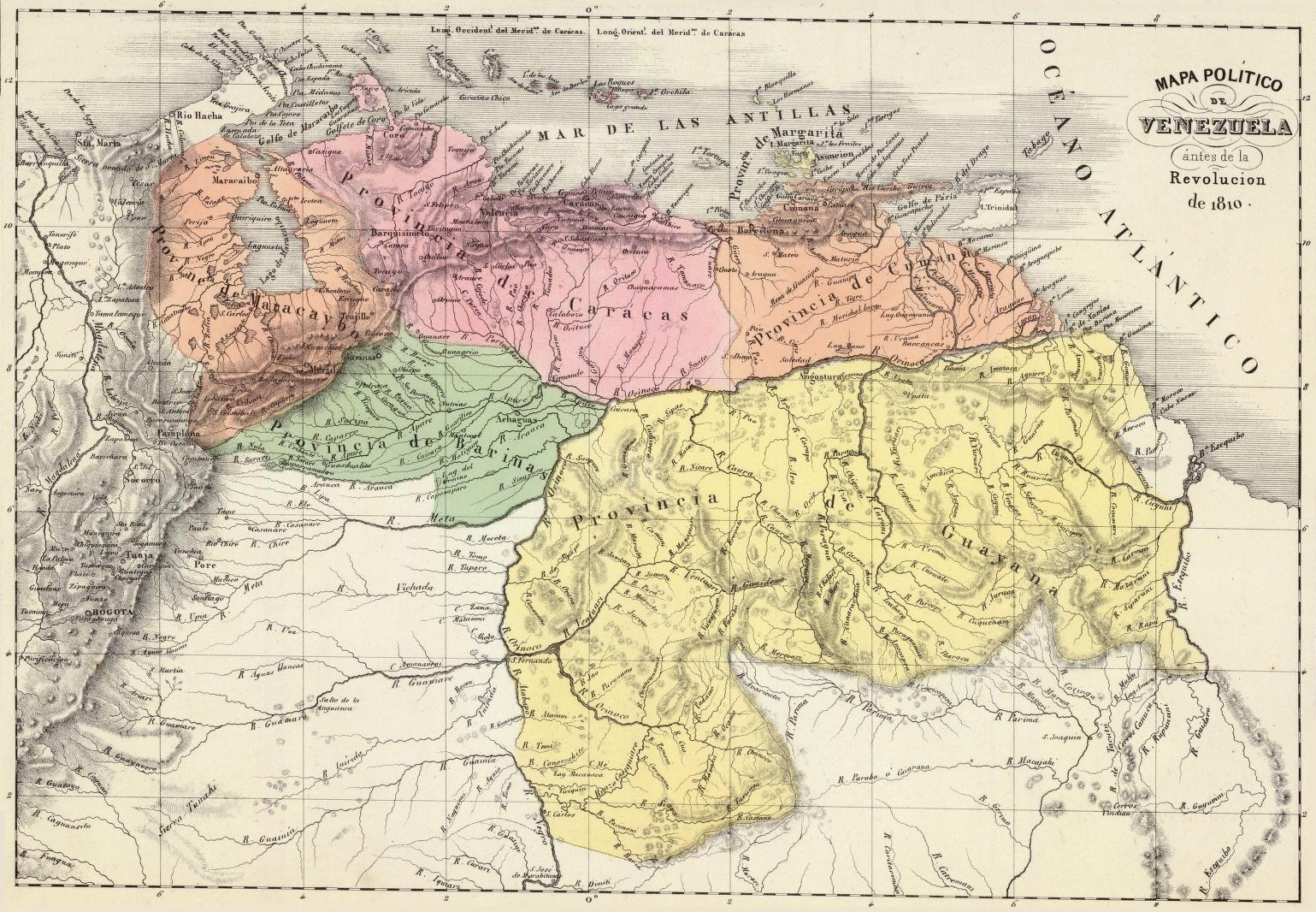
Capitanía General de Venezuela en 1810.

Si se entiende los tratados celebrados entre España y Portugal en 1° de octubre de 1777 y en 11 en noviembre de 1778, en la cabecera del río Apaporis, latitud 1° 16' S y longitud 2° 15' O, deberían coincidir las fronteras de Venezuela, Nueva Granada y Ecuador; y si así fuera, la línea recta que parte límites entre la Nueva Granada y Venezuela por el Meridiano del Paso del Viento vendría a dar dos leguas más abajo de las bocas del Apaporis, en la catarata Cupatí.

Últimamente, con respecto a la Nueva Granada, se observa que el barón de Humbolt fija sus límites en el río Calancala, arreglándose sin dudas en las cartas de Fidalgo que hacen concluir allí la provincia de La Hacha, del mismo modo que en Punta Espada la de Maracaibo, denominado el país intermedio provincia Goajira. De la que se infiere que esta, según el, no pertenecía a ninguno de los dos gobiernos limítrofes; pero si se atiende a otros autores que han escrito sobre Venezuela, como Oviedo, se ve que el rey concedió a los primeros descubridores el terreno desde Maracapana hasta el Cabo de la Vela; así también fueron estos los límites de los Belzares, y erigida Venezuela en provincia, conservó aquel territorio. Corrobora esta idea lo que escribió el célebre granadino José de Caldas sobre la geografía de su país y que publicó en el Semanario de 1808, hablando de los límites de la Nueva Granada dice así:

"Toca en la cordillera de Cúcuta, busca las cabeceras del Táchira, sigue su curso hasta su embocadura en San Faustino, atraviesa hasta las montañas de Motilones y Goajiros, y siguiendo estas va a terminar en el Cabo de la Vela."

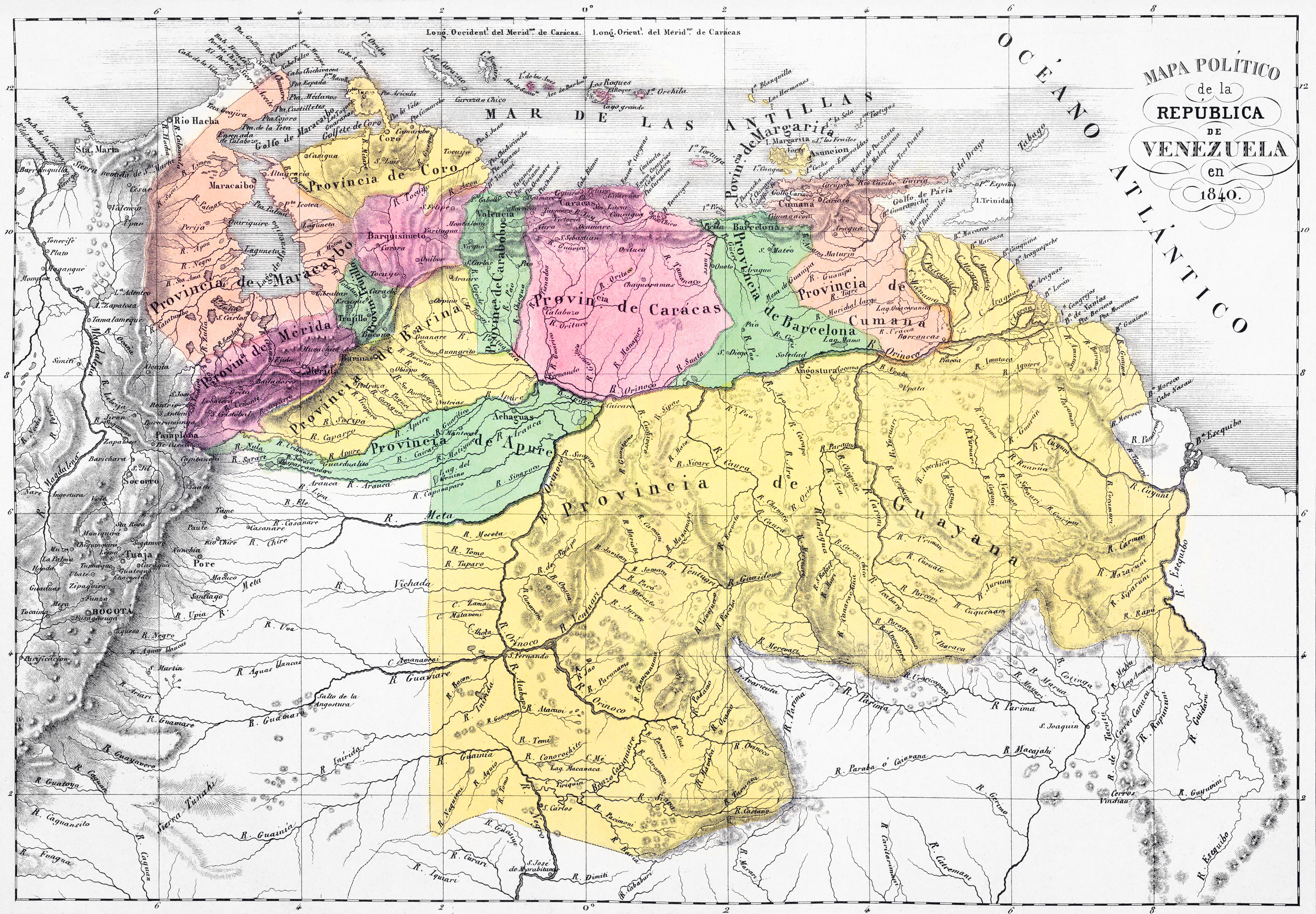
Mapa de Venezuela en 1840, con el trazado de la línea fronteriza de acuerdo al Tratado Michelena-Pombo.

Debido a que ambas partes interpretaban el principio del uti possidetis de manera distinta, el general venezolano José Antonio Páez formó una comisión para normalizar sus relaciones con la República de la Nueva Granada, particularmente con dos objetivos: la redistribución de la deuda de la Gran Colombia y la celebración de un acuerdo que sellara de manera definitiva la amistad entre ambos países, reglamentara su comercio y fijara formalmente sus fronteras. Es así como el 6 de mayo de 1833 Páez comisiona a su secretario de Hacienda y Relaciones Exteriores, Santos Michelena, como representante en Bogotá para gestionar estos asuntos ante el gobierno neogranadino. Michelena se presentó ante el presidente de la república, el general Francisco de Paula Santander el 29 de agosto de 1833, quien a su vez designó a su secretario de Interiores y Relaciones Exteriores Lino de Pombo como el encargado de realizar las negociaciones.
Las negociaciones entre ambos países comenzaron el 9 de diciembre de 1833 y culminaron el 14 de diciembre del mismo año, dando como resultado el Tratado Michelena-Pombo, que fue el primer acuerdo internacional entre Colombia y Venezuela. El texto del tratado describía la frontera de la siguiente manera (sic):

Artículo 27. La línea limítrofe entre las dos repúblicas comenzará en el cabo de Chichivacoa en la costa del Atlántico, con dirección al Cerro de Las Tetas; de aquí a la Sierra de Aceites i de este a la Teta Goajira; desde aquí, rectamente á buscar las alturas de los Montes de Oca i continuará por sus cumbres i los de Perijá hasta encontrar el origen del río Oro, diferente del que corre entre la parroquia del mismo nombre i la ciudad de Ocaña; bajará por sus aguas hasta la confluencia con el Catatumbo; seguirá por las faldas orientales de las montañas, pasando por los ríos Tarra i Sardinata por los puntos hasta ahora conocidos como límites, irá directamente á buscar la embocadura del río de La Grita en el Zulia; desde aquí por la curva reconocida actualmente como fronteriza continuará hacia la quebrada de Don Pedro i bajará por ella al río Táchira; por este seguirá hasta su cabecera i desde aquí por la cresta de las montañas de donde nacen los ríos tributarios del Torbes i Uribante, hasta las vertientes del Nula, i continuará por sus aguas hasta donde se encuentra el desparramadero del Sarare; de aquí se dirijirá al sur á buscar la laguna del Sarare, i rodeándola por la parte oriental seguirá por el derrame de sus aguas al río Arauquita; por este continuará al Arauca, i por las aguas de este hasta el Paso del Viento; de este punto rectamente á pasar por la parte más occidental de la laguna del Término; de aquí al apostadero sobre el río Meta; y luego continuará en dirección norte-sur hasta encontrar la frontera del Brasil.

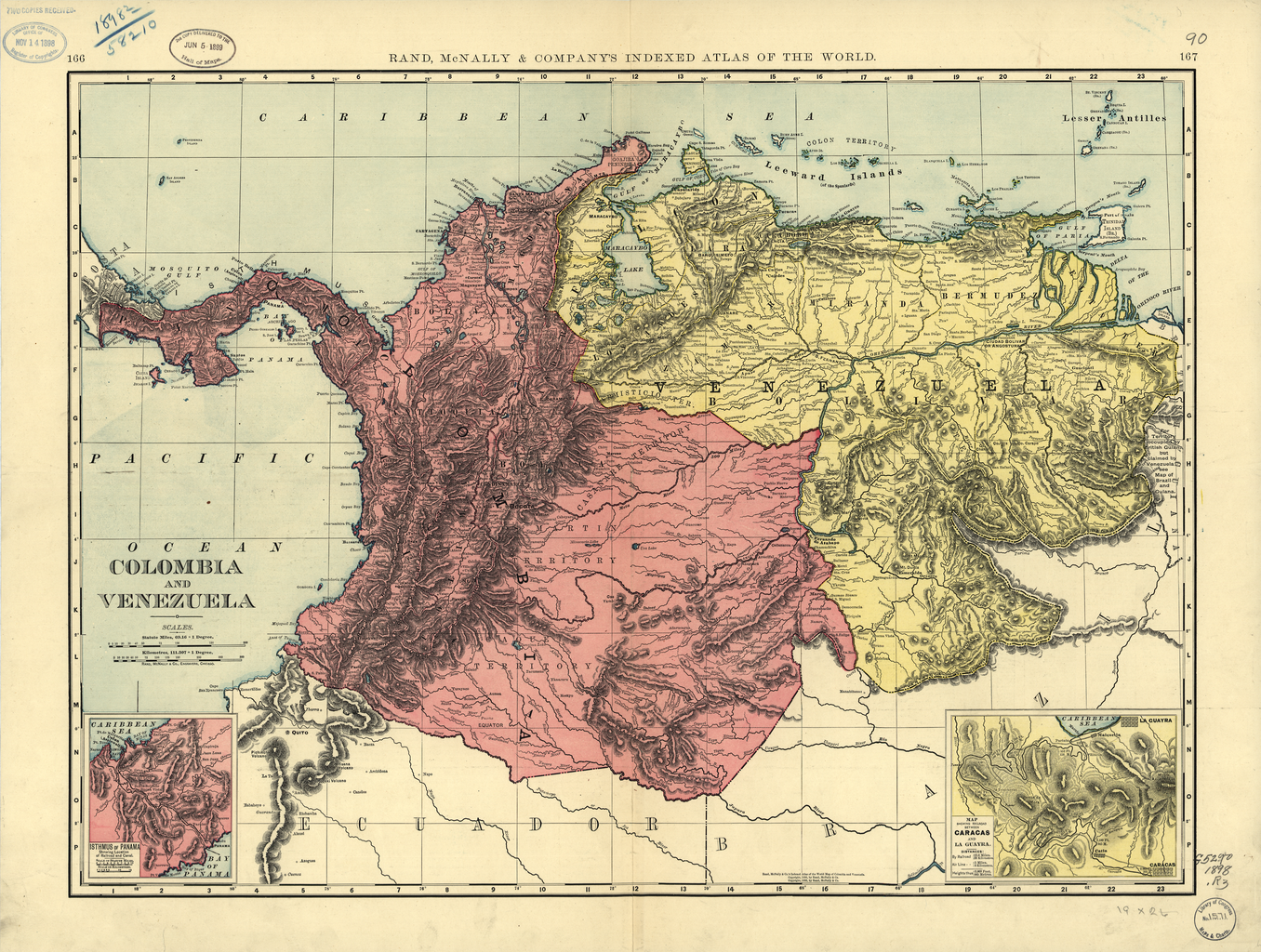
Colombia y Venezuela en 1898.

El Tratado Michelena-Pombo fue aprobado por el Congreso de la Nueva Granada en 1834, en tanto fue rechazado por el Congreso de Venezuela en 1835 por encontrarlo desfavorable a la nación en varias de sus partes. Después de malogrado el acuerdo, el ejecutivo venezolano insistió en que el Congreso volviese a examinar el tratado. Por ello en 1842 se reiniciaron en Caracas las negociaciones entre la Nueva Granada y Venezuela para crear un nuevo tratado de amistad, comercio y navegación entre ambos países, el cual debía ser firmado el 23 de julio de ese mismo año. El Congreso venezolano aprobó un nuevo tratado el 29 de abril de 1843. A pesar de esto, el señalamiento del trazado fronterizo quedó aplazado.
Entre 1844 y 1845 tienen lugar nuevas conversaciones entre el general Joaquín Acosta y Fermín Toro, quien reconoce la validez y el fundamento de la real cédula de 1790 como el título legítimo de la Nueva Granada sobre la Guajira. Pero infortunadamente nada se logró en materia de límites porque el gobierno de Venezuela rechazaba los alcances logrados en los acuerdos. Razón por la que Nueva Granada propuso someter el diferendo al arbitraje extranjero, a lo que el gobierno de Venezuela aceptó cómodamente. Esa propuesta se logró efectuar hasta el 14 de septiembre de 1881, cuando se celebra el Tratado Arosemena-Guzmán por medio del cual ambos países toman la decisión de someter su diferencia al procedimiento arbitral.

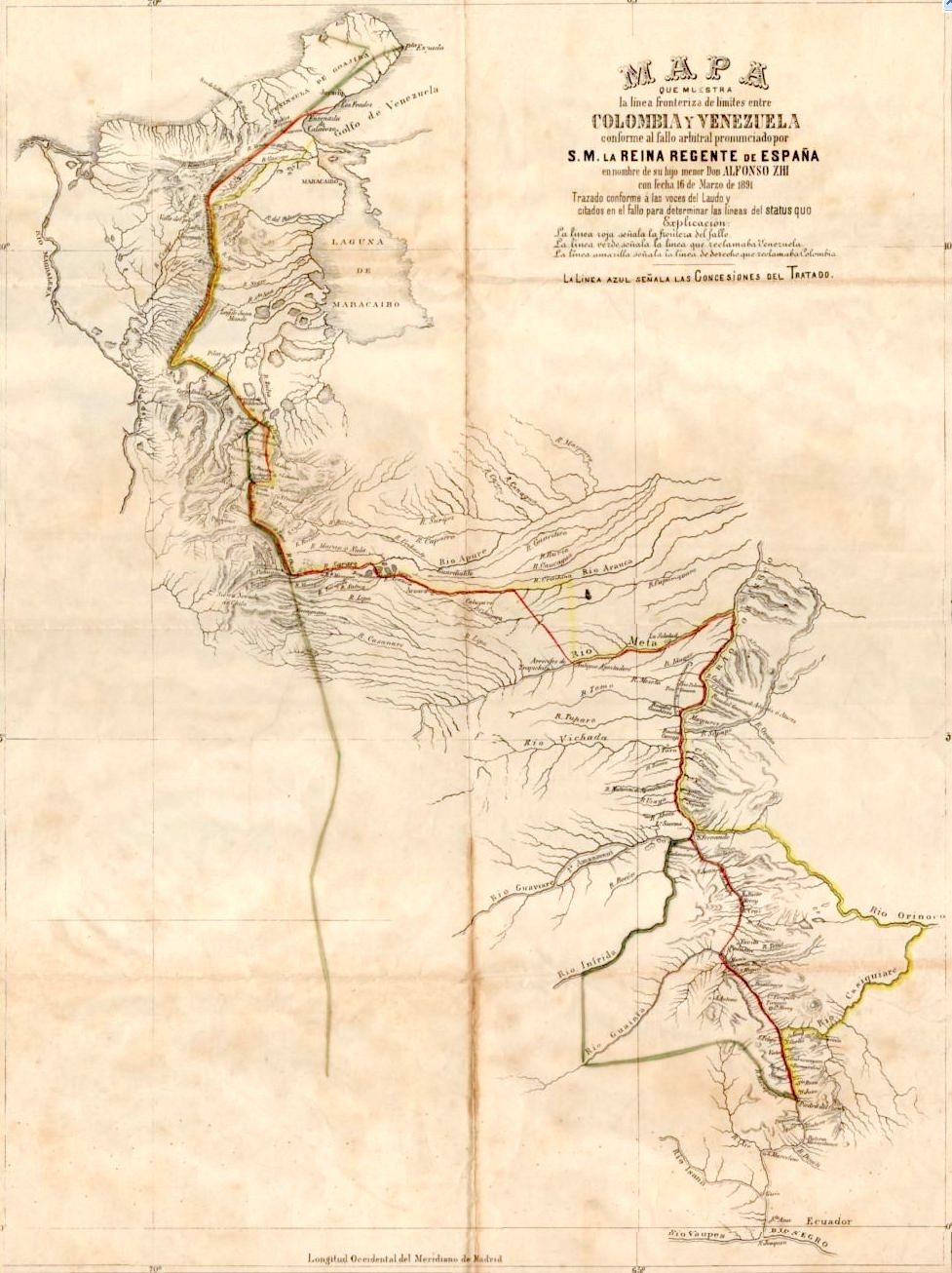
Mapa de 1900, con la demarcación fronteriza del Laudo Arbitral Español de 1891.

El 16 de marzo de 1891 se dictó en Madrid el Laudo Arbitral de la Reina María Cristina de España, por medio del cual se determinó gran parte de las fronteras entre los dos países. El territorio que cubrió el Laudo fue: Guajira, Serranías Perijá y Motilones, San Faustino, Serranía Tama, Ríos Sarare, Arauca, Meta, Orinoco y Negro. Dicho laudo, sin embargo no dirimió por completo ciertos inconvenientes en el trazado (además de algunas falencias del mismo tratado, tales como la ubicación exacta del hito n.º 1, hoy en Castilletes), por lo cual fue necesario que se llevara la cuestión frente al Consejo Federal Suizo, el cual dictó sentencia el 24 de mayo de 1922 en lo referente a los territorios de San Faustino, Catatumbo, Zulia, Yavita, Pimichin, Arauca y Meta.
Entre 1901 y 1938 se llevaron a cabo las labores de demarcación y de colocación de hitos por parte de la Comisión Fronteriza Bilateral. Debido a algunas discrepancias entre la delimitación expresada por el laudo arbitral español de 1891, el fallo suizo de 1922 y la realidad geográfica, las labores de amojonamiento se suspendieron en 1932. Después de varias negociaciones, correcciones y notas diplomáticas al respecto se reanudaron estas tareas, que culminaron el 5 de abril de 1941 en Villa del Rosario, cuando los Ministros de Relaciones de Exteriores de Venezuela, Esteban Gil Borges, y de Colombia, Luis López de Mesa firmaron el Tratado de Demarcación de Fronteras y Navegación de los ríos comunes entre Colombia y Venezuela, también conocido como Tratado López de Mesa-Gil Borges; en dicho acuerdo ambas partes reconocen que la frontera ha sido completamente demarcada, que las diferencias sobre materia de límites quedaban terminadas y que reconocen como válidas las labores de señalamiento realizadas por la Comisión Demarcadora de 1901, la Comisión de Expertos Suizos, y las que se habían sucedido y se sucedieran de ese momento en adelante. Este tratado, definitivo, da solución a las divergencias en el río de Oro y en la región del Sarare y concluye el proceso de deslindamiento; el canje de ratificaciones se realizó en Caracas, el 12 de septiembre de 1941.

## Diferendo en el golfo de Venezuela
Tras la firma del Tratado de 1941 y la declaración de las naciones sobre el derecho del mar, el problema de la delimitación de las áreas marinas del golfo se agravó, ya que se considera que este posee una gran importancia estratégica por la existencia de petróleo en el mismo, la cual es una de las razones que motivan la disputa entre las partes en tiempos modernos.

La parte norte de la frontera colombo-venezolana, incluyendo el archipiélago Los Monjes.

Uno de los principales problemas de delimitación en el golfo de Venezuela surge a raíz del reconocimiento de la soberanía venezolana que Juan Uribe Holguín, canciller colombiano en 1952 otorgó sobre el archipiélago Los Monjes, durante el gobierno del presidente interino Roberto Urdaneta Arbeláez. El Congreso colombiano no avaló el actuar del canciller debido a que el reconocimiento fue mediante una nota diplomática, y teniendo como base las normas constitucionales colombianas relativas a la firma y aprobación de los tratados públicos, se prohíbe variar el territorio sin el visto bueno del Congreso. Sin embargo, César Gaviria Trujillo, presidente de Colombia, apoyado en recomendación del Comité de Relaciones Exteriores, aclaró en 1992 que Colombia no reclamaría las islas Los Monjes.
En 1954 comenzaron las negociaciones directas entre los dos gobiernos para llegar a un acuerdo sobre la delimitación de áreas marinas y submarinas. En 1958, la primera conferencia de las Naciones Unidas sobre el derecho del mar estableció la llamada Línea Media como principio para demarcar las aguas compartidas.
Colombia se acogió a este acuerdo, pero Venezuela no, por lo cual hasta el momento no existe ningún tratado de delimitación de áreas marinas y submarinas. En varias oportunidades ambos gobiernos se sentaron a negociar, pero no se llegó a una solución del problema. Los primeros intentos de la negociación se dieron en 1969 en Paipa, Boyacá, donde los presidentes Carlos Lleras Restrepo de Colombia y Rafael Caldera de Venezuela firmaron la Declaración de Sochagota el 9 de agosto de ese año, conversaciones que se iniciaron en 1970 y que finalizaron en Roma en 1973 sin llegar a ningún punto de arreglo.
La concesión de prospección petrolera por Colombia directamente frente a Castilletes en la década de 1960 caldeó la relación entre los gobiernos de ambos países. Luego de largas negociaciones los presidentes de ambos países acordaron en 1975 fijar la delimitación marítima y hacer un uso conjunto de las zonas fronterizas potencialmente ricas en petróleo, lo que generó un fuerte rechazo en Venezuela de dicha propuesta.

El diferendo limítrofe en el Golfo de Venezuela y las hipótesis propuestas de solución.

A partir de esta reacción, se generó en Venezuela la tesis de la costa seca (1980) la cual plantea que la totalidad del golfo de Venezuela sería soberanía del país homónimo y Colombia no tendría jurisdicción alguna sobre las aguas del golfo, tomando el meridiano de Punta Espada como el límite entre los mares territoriales de Venezuela y Colombia. En el mismo año la Comisión Fronteriza Bilateral presentó la propuesta conocida como «hipótesis de Caraballeda» para una delimitación en la región del golfo. En Venezuela esta propuesta provocó fuertes protestas por parte de los partidos políticos, militares y grupos económicos, sociales, religiosos y científicos. Al mismo tiempo creció la avalancha de libros de autores más o menos competentes en ambos países que en muchos casos no hicieron más que publicar sus convicciones e interpretaciones de tendencia nacionalista.
El 9 de agosto de 1987 se produce la crisis de la Corbeta Caldas, en la cual la embarcación antes mencionada ingresó en aguas consideradas por Venezuela como propias y por Colombia como en disputa. Esto provocó que el presidente Jaime Lusinchi ordenara una fuerte movilización de las fuerzas armadas venezolanas con la intención de disuadir la incursión colombiana. A raíz de la crisis surgió la Declaración de Ureña, firmada por los Presidentes de Venezuela y Colombia el 28 de marzo de 1989, en virtud de la cual se designaron los miembros de la Comisión Permanente de la Conciliación, establecida en el "Tratado de No Agresión, Conciliación, Arbitraje y Arreglo Judicial de 1939", y de cuatro altos Comisionados para hacer el inventario de las principales cuestiones por examinar entre ambos países y formular propuestas de tratamiento y de solución.
De conformidad con el Acta de San Pedro Alejandrino, suscrita por los Presidentes de Colombia Virgilio Barco Vargas y de Venezuela Carlos Andrés Pérez, el 6 de marzo de 1990, uno de los temas a tratar por los Altos Comisionados de Colombia y Venezuela es él referente a la delimitación de áreas marinas y submarinas. Desde entonces las negociaciones respecto al tema han estado congeladas.

## Situación social

Crisis entre Colombia y Venezuela de 2015.

La gran extensión del límite dificulta el control de los movimientos humanos en él, especialmente por parte de Colombia, que tiene en estado de abandono su zona fronteriza (lo cual se pone en evidencia al comparar las cifras de militares apostados: Venezuela cuenta con más de 20 000 hombres, repartidos entre 17 unidades entre bases, brigadas y batallones, mientras Colombia solo llega a 4000, repartidos en 9 unidades).
Otro gran problema es la frecuente incursión de grupos al margen de la ley. En el lado colombiano hacen presencia las fuerzas de las FARC y el ELN que realizan indeterminados cruces de la frontera. Se calcula que cada grupo tiene cinco frentes en la frontera, debido a la facilidad de pasar de un lado al otro sin ningún control ni restricción.
El contrabando es otra cuestión que genera roces en las relaciones colombo-venezolanas, en lo que tiene que ver con la frontera. Igualmente sucede con los indocumentados y el constante paso de productos sin registrar de un lado a otro.

## Trazado de la frontera

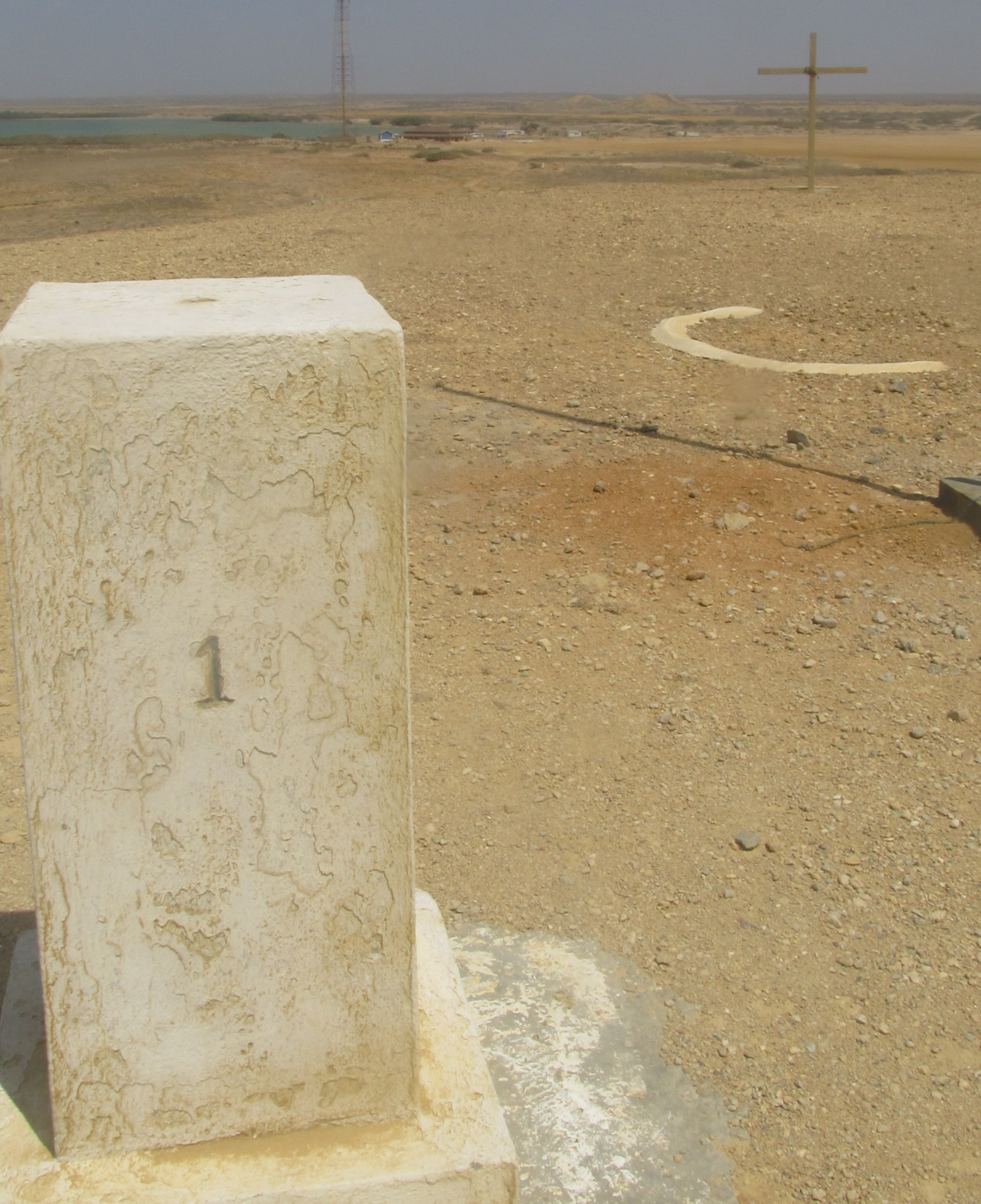
Primer hito entre Colombia y Venezuela.

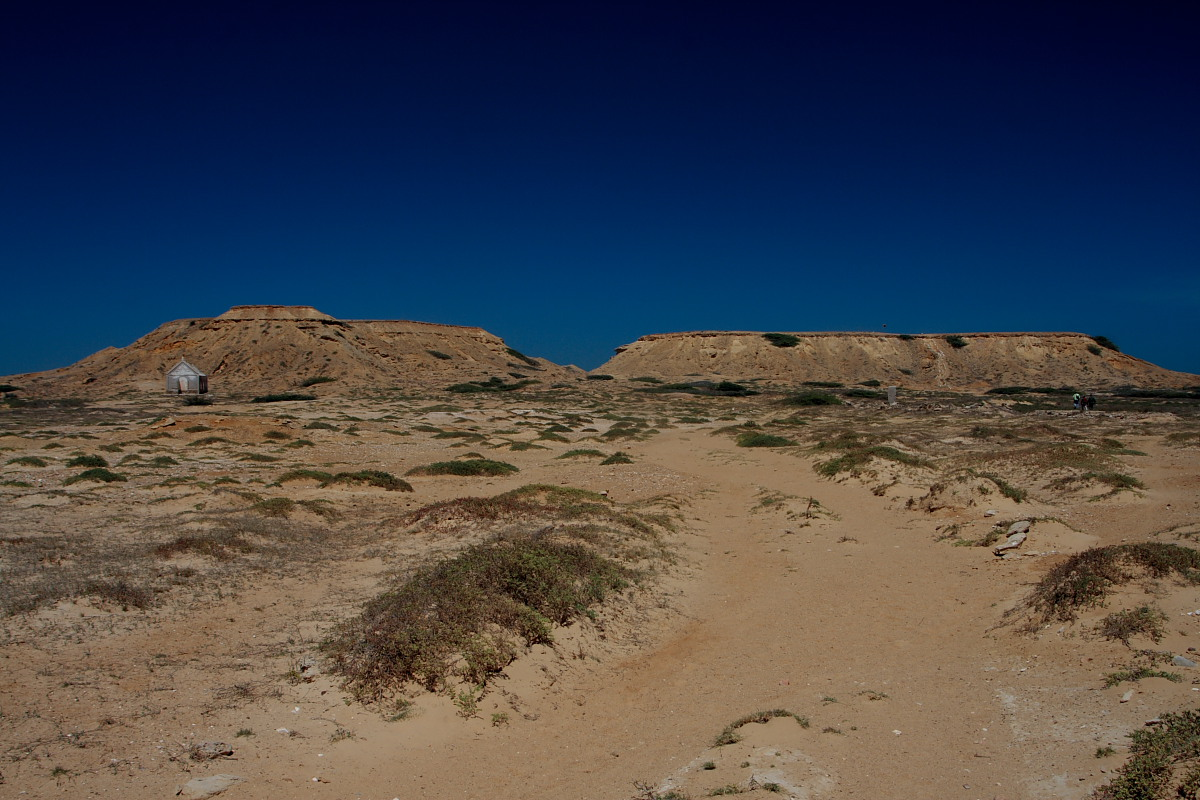
Vista de los morros de Castilletes; al lado derecho se encuentra el hito n.º 1 del límite.

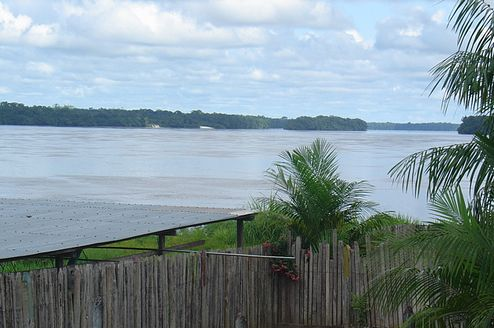
Isla San José.

Según estos tratados, los límites entre Colombia y Venezuela son los siguientes:

- Desde la Bahía de Cocinetas en la península de la Guajira se marca una línea recta que toma la dirección de los Montes de Oca en el Alto del Cedro.
- De este continúa por la Serranía del Perijá hasta la cabecera del río de Oro, siguiendo su curso hasta su desembocadura en el río Catatumbo.
- De esta confluencia se traza una recta que va hasta la confluencia de los ríos Tarra y Sardinata, y otra que va hasta la del Grita en el Zulia.
- Aguas arriba por el río Zulia hasta donde recibe la quebrada La China, la cual se sigue hasta su nacimiento.
- De allí por la cordillera hasta encontrar el origen de la quebrada San Pedro, y por ésta hasta el Pamplonita.
- Se continúa por éste hasta llegar a las bocas del Táchira, siguiendo su curso aguas arriba hasta el Páramo de Tamá.
- De las cumbres del páramo hasta encontrar el río Sarare, para pasar luego al Arauca.
- Se recorre el río Arauca hasta el sitio conocido como Montañitas, de donde se traza una recta hasta la Isla Culebra en el Meta.
- De este punto se sigue por el curso del río Meta hasta su desembocadura en el río Orinoco.
- Luego aguas arriba del Orinoco hasta la boca del Atabapo.
- El Atabapo río arriba hasta la desembocadura del Guasacaví.
- Desde allí se dibuja una recta hasta el río Guainía.
- El cual se sigue hasta la Isla San José, en frente de la Piedra del Cocuy.

## Ciudades fronterizas
Colombia
- Uribia, Paraguachón, Maicao, Albania, Manaure Balcón del Cesar, Codazzi, Becerril, La Gabarra, Tibú, Puerto Santander, Cúcuta, Villa del Rosario, Ragonvalia, Herrán, Toledo, Cubará, Saravena, Arauquita, Arauca, Puerto Carreño, San José de Maipures, Casuarito, Inírida, Cacahual, Puerto Colombia, San Felipe, La Guadalupe.

 Venezuela
- Paraguaipoa, El Cruce, Casigua El Cubo, La Fría, San Juan de Colón, Ureña, San Antonio del Táchira, San Cristóbal, Rubio, Delicias, Guasdualito, El Amparo, Elorza, Puerto Páez, Puerto Ayacucho, Isla Ratón, San Fernando de Atabapo, Maroa, San Carlos de Río Negro.

## Ríos fronterizos
Los principales ríos que cruzan o forman parte de la frontera son:
- Río de Oro
- Río Catatumbo
- Quebrada San Pedro
- Río Táchira
- Río Nula
- Río Oirá
- Río Margua
- Río Arauca
- Río Meta
- Río Orinoco
- Río Negro